# Kunglig Majestäts befallningshavande
Kunglig Majestäts befallningshavande var i Sverige under 1855 års Landshövdingeinstruktion den genomgående samlingsbenämningen på länens högsta statliga förvaltningsmyndighet, och omfattade därmed både Överståthållarämbetet (överståthållaren var motsvarigheten till en landshövding inom Stockholms stad) och landshövdingar (chefer för länsstyrelserna) i övriga landet. 
I 1918 års landshövdingeinstruktion benämndes denna myndighet i stället "länsstyrelse", men begreppet Kunglig Majestäts befallningshavande avskaffades först genom 1958 års länsstyrelseinstruktion. Förkortningen var K. B.

## Kungl. Maj:ts befallningshavandes femårsberättelser
Överståthållaren och landshövdingarna i rikets 24 län avgav till Kungl. Maj:t underdåniga femårsberättelser. Statistiska centralbyrån (SCB) samlade in och utgav berättelserna och ett sammandrag för hela riket av samtliga femårsberättelsernas huvudsakliga innehåll. Berättelserna består av två avdelningar. SCB har digitaliserat femårsberättelserna som utgavs mellan 1856 och 1905.